# Castelo de Segura
O Castelo de Segura ou Fortaleza de Segura localiza-se em Segura, na atual freguesia de Zebreira e Segura, no Município de Idanha-a-Nova, Distrito de Castelo Branco, em Portugal, na margem direita do rio Erges.

## História

### Antecedentes
As origens da fortificação raiana de Segura são obscuras, a povoação apenas sendo mencionada nos primeiros anos da monarquia portuguesa. Entretanto, a sua posse definitiva, pela Coroa de Portugal, só se efetivou em 1282.

### O castelo medieval
A primeira referência sobre o castelo data do reinado de D. Dinis (1279-1325), quando, em 20 de Agosto de 1299, o soberano isentou os seus moradores dos impostos tradicionalmente pagos em Salvaterra do Extremo, com a condição de estes construírem um castelo. Vinte anos mais tarde, o monarca doou os domínios da vila e seu castelo à Ordem de Cristo, que aqui instituiu uma comenda, prova de que, nesta fase, Segura já se constituía em um expressivo centro regional.
Sob o reinado de D. Fernando (1367-1383), o soberano doou os domínios da vila e seu castelo ao Frei Nuno Martins (1376). Nesse período iniciou-se a edificação de uma barbacã, defesa que se articulava com um fosso.
Posteriormente, sob D. Manuel I (1495-1521), encontra-se figurado por Duarte de Armas (Livro das Fortalezas, c. 1509). A povoação foi elevada a vila e sede de concelho em 1510, posição que desfrutou até 1836, quando foi anexada ao município de Salvaterra do Extremo.

### Da Guerra da Restauração aos nossos dias
No contexto da Guerra da Restauração da independência a povoação e sua fortificação readquiriram importância estratégica sobre a fronteira da Beira Baixa. Por essa razão, as suas defesas foram reformuladas, sendo a vila dotada de uma muralha envolvente, abaluartada.
Essa defesa foi insuficiente para deter a invasão francesa, que por essa fronteira penetrou durante a Guerra Peninsular, em 1807. Posteriormente, em 1846, foi extinto o seu governo militar, o que conduziu ao desmantelamento das defesas, absorvidas desde então pelo progresso urbano.
No início do século XX, foi erguida a Torre do Relógio, hoje referido como uma lembrança do passado militar de Segura, embora sem conexão com o mesmo. Os remanescentes do conjunto defensivo encontram-se classificados como Imóvel de Interesse Público por Decreto publicado em 8 de Maio de 1959.

## Características
O que conhecemos do antigo castelo em estilo gótico chegou-nos através da pena de Duarte de Armas, onde pode ser identificada a sua configuração medieval: de planta oval, protegido por duas cercas, fosso e barbacã, as suas muralhas eram reforçadas por, pelo menos, seis torres. Uma sólida torre de menagem erguia-se, adossada ao perímetro interno de muralhas, dividida internamente em dois pavimentos. Por ela sabemos que essa torre de menagem sofreu significativas alterações ao longo dos séculos, bem como podemos avaliar a extensão dos troços de muralhas hoje desaparecidos.
À época, a povoação não possuía cerca e desenvolvia-se em plano inferior, na encosta a Leste do castelo. Estava organizada em torno de um eixo definido pela rua Direita, articulando as chamadas Porta de Baixo e Porta de Cima, de configuração moderna, em arco abatido.
Com relação à muralha abaluartada seiscentista, chegaram-nos três baluartes associados à primitiva barbacã. Estes apresentavam guaritas nos vértices.